# Pinra (distrito)
O Distrito peruano de Pinra é um dos quatro distritos que formam a Província de Huacaybamba, situada no Departamento de Huánuco, pertencente a Região Huánuco, na zona central do Peru.

## Transporte
O distrito de Pinra é servido pela seguinte rodovia:
- HU-100, que liga a cidade  de Huacrachuco ao distrito de Huacaybamba [1][2][3]